# Dolors Miquel
Dolors Miquel Abellà (Lérida el 18 de julio de 1960) es una poetisa española. Después de alguna incursión de joven, su aparición en la escena pública catalana ocurre hacia la segunda mitad de la década de los 90. Desde entonces, y con periodos en los cuales se ha apartado de manera voluntaria, ha ido publicando libros, colaborando con artículos en la prensa escrita y ofreciendo recitales, charlas o bien participando en actos culturales, o incluso organizándolos.[cita requerida]

## Polémica
En febrero de 2016 generó polémica una lectura que Dolors Miquel hizo durante la ceremonia de entrega de los Premios Ciutat de Barcelona, en el Saló de Cent del Ayuntamiento. La lectura de su poema «Mare Nostra» —que consiste en una versión del Padre Nuestro que algunos consideraron una parodia blasfema— provocó reacciones negativas en el público y Alberto Fernández Díaz, presidente del grupo municipal del Partido Popular de Cataluña en el Ayuntamiento de Barcelona, abandonó el acto en protesta por esta lectura que consideró irreverente. Este poema fue para los defensores de la poeta considerado un signo de libertad política y religiosa, aunque sus detractores lo calificaron de una falta de respeto

## Publicaciones

### Poesía
- El vent i la casa tancada (1990)
- Llibre dels homes (1998)
- Transgredior (1999), amb fotografies de Vanessa Pey
- Haikús del camioner (1999)
- Gitana Roc (2000)
- Mos de gat (2002)
- Amb capell (2003)
- Ver7s de la terra (2004)
- AIOÇ (2004)
- Missa pagesa (2006)
- El Soc (2007)
- Musot (2009)
- La dona que mirava la tele (2010)
- Gàrgola (2011)
- La flor invisible (2011)
- El guant de plàstic rosa (2017), premio de poesía Ausiàs March de Gandia (2016)
- Ictiosaure (2019), edicions 62

### Narrativa
- Maruja Reyes sóc jo (1992)[1]

### Teatro
- Pallarina, poeta y puta (2012)

### Otros
- Cap home és visible (2010), poesía catalana medieval[2]
- Actualmente trabaja en la traducción del libro "Piedra Azul" de Aline Borough.
- Noms de fum (2019),  Godall Edicions. Traducción al catalán y prólogo de la obra Nomes de fume de la poeta gallega Míriam Ferradáns. Ed. bilingüe galego- catalán.

### Revistas
- La Verge Peluda (2002) Un número y medio.
- Colaboró en la idea y creación de la polémica revista leridana La Higiènica (1999)

## Premios literarios
- Premio Rosa Leveroni de poesía (1989), por El vent y la casa tancada[2]
- Premio Ciutat de Barcelona de poesía (2005), por AIOÇ[2]
- Premio de poesía Sant Cugat en memoria de Gabriel Ferrater (2006), por Missa pagesa[2]
- Premio Alfons el Magnànim València de Poesia (2011), por Gàrgola[2]
- Premio Alfons el Magnànim València de Poesia (2012), por La flor invisible[2]
- Premio de poesía Ausiàs March de Gandia (2016), por El guant de plàstic rosa.